# 大館競馬場
大館競馬場（おおだてけいばじょう）は、1948年（昭和23年）から1955年（昭和30年）にかけて、秋田県大館市に存在した競馬場である。

## 概要
1947年（昭和22年）、北秋田郡大館町（現在の大館市）に競馬場を建設しようとする機運が高まり、中田儀直を中心とした大館町の有力者たちが大館競馬倶楽部を発足。競馬場予定地を大館町の隣り上川沿村根下戸新町の国道5号・羽州街道沿いに決定。北海道や福島の競馬場を視察し、1948年（昭和23年）5月にスパイラルカーブの五角形のコースを擁し、当時としては東北地方では最新の施設を誇る大館競馬場が完成。1948年（昭和23年）5月21日から5月25日までの5日間、大館競馬倶楽部主催による第1回大館競馬が開催された。秋田県としては、戦後初の競馬開催となった。
1948年（昭和23年）6月の新競馬法の公布により、都道府県または指定市町村以外の者が競馬を主催することができなくなり、秋田県が大館競馬倶楽部から施設等を借り受ける形となり、秋田県営での開催となった。1949年（昭和24年）5月5日から5月8日までの4日間、第1回県営大館競馬として再開した。
しかし、入場者数や売上は減少を続け、赤字が続いたため、上川沿村が大館市に編入後の1955年（昭和30年）3月31日をもって秋田競馬場とともに廃止された。

## おもな競走
- 大館町長賞